# Маунт Вернон (Вирџинија)
Маунт Вернон (енгл. Mount Vernon) насељено је место без административног статуса у америчкој савезној држави Вирџинија.
Место где је живео и био сахрањен Џорџ Вашингтон.

## Демографија
По попису из 2010. године број становника је 12.416, што је 16.166 (-56,6%) становника мање него 2000. године.
| Група             | 2000.          | 2010.         |
| Белци             | 13.861 (48,5%) | 8.016 (64,6%) |
| Афроамериканци    | 7.904 (27,7%)  | 1.588 (12,8%) |
| Азијати           | 1.810 (6,3%)   | 828 (6,7%)    |
| Хиспаноамериканци | 4.145 (14,5%)  | 1.670 (13,5%) |
| Укупно            | 28.582         | 12.416        |